# 亚述-丹二世
亚述·丹二世（英語：Ashur-dan II，？—前912年），中亚述时期的末任亚述国王（公元前935年－前912年在位）。提格拉特帕拉沙尔二世之子和继承人，他在位时期中央对地方的控制有所加强。同时，由于犁的出现而使粮食产量得到提高。他的统治为亚述持续繁荣奠定基础。
| 前任： 提格拉特帕拉沙尔二世 | 亚述国王 前935年－前912年 | 繼任： 阿达德尼拉里二世 |